# Artoriopsis eccentrica
Artoriopsis eccentrica là một loài nhện trong họ Lycosidae.
Loài này thuộc chi Artoriopsis. Artoriopsis eccentrica được Volker W. Framenau miêu tả năm 2007.